# Chresjtjatyk
Chresjtjatyk är en gata i centrala Kiev, Ukrainas huvudstad och är stadens huvudgata.
Gatans namn är av oklart ursprung, uppenbart släkt med ordet хрест (chrest = kors), och tros vara en sammandragning av Хрещата долина (Chresjtjata dolyna = korsande/tvärsgående dalgången).
All bebyggelse kring Chresjtjatykgatan förstördes under andra världskriget och de nuvarande byggnaderna är därför byggda senare. I samband med återuppbyggelsen breddades också gatan, till den nuvarande 75-100 meters bredd. 
Längs gatan ligger bland annat Självständighetstorget (Majdan Nezalezjnosti), Europeiska torget flera shoppingcentrum samt två metrostationer. Gatan är den centrala platsen för ett antal folkliga firanden så som självständighetsdagen (24 augusti) och segerdagen (9 maj). 

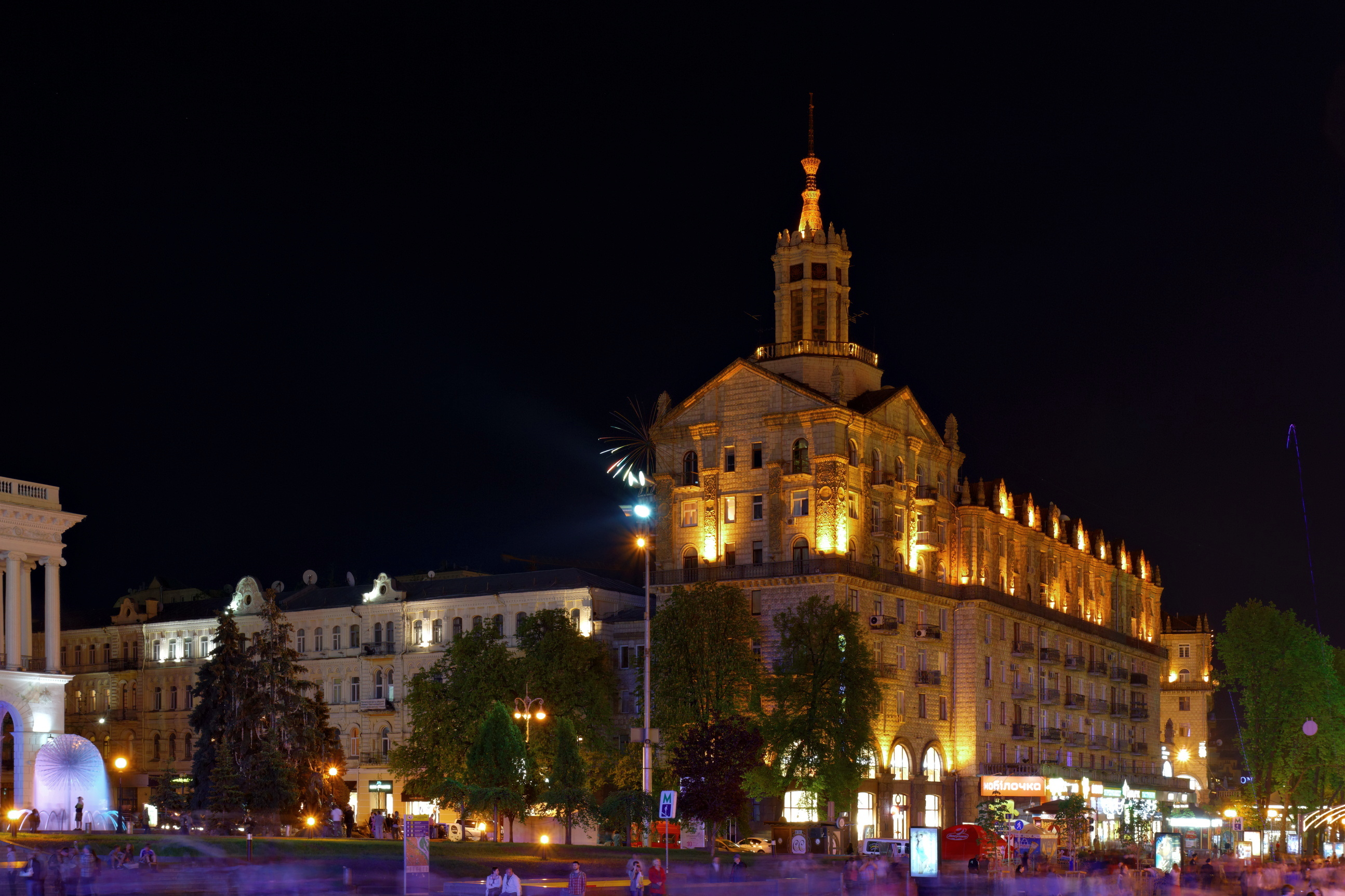
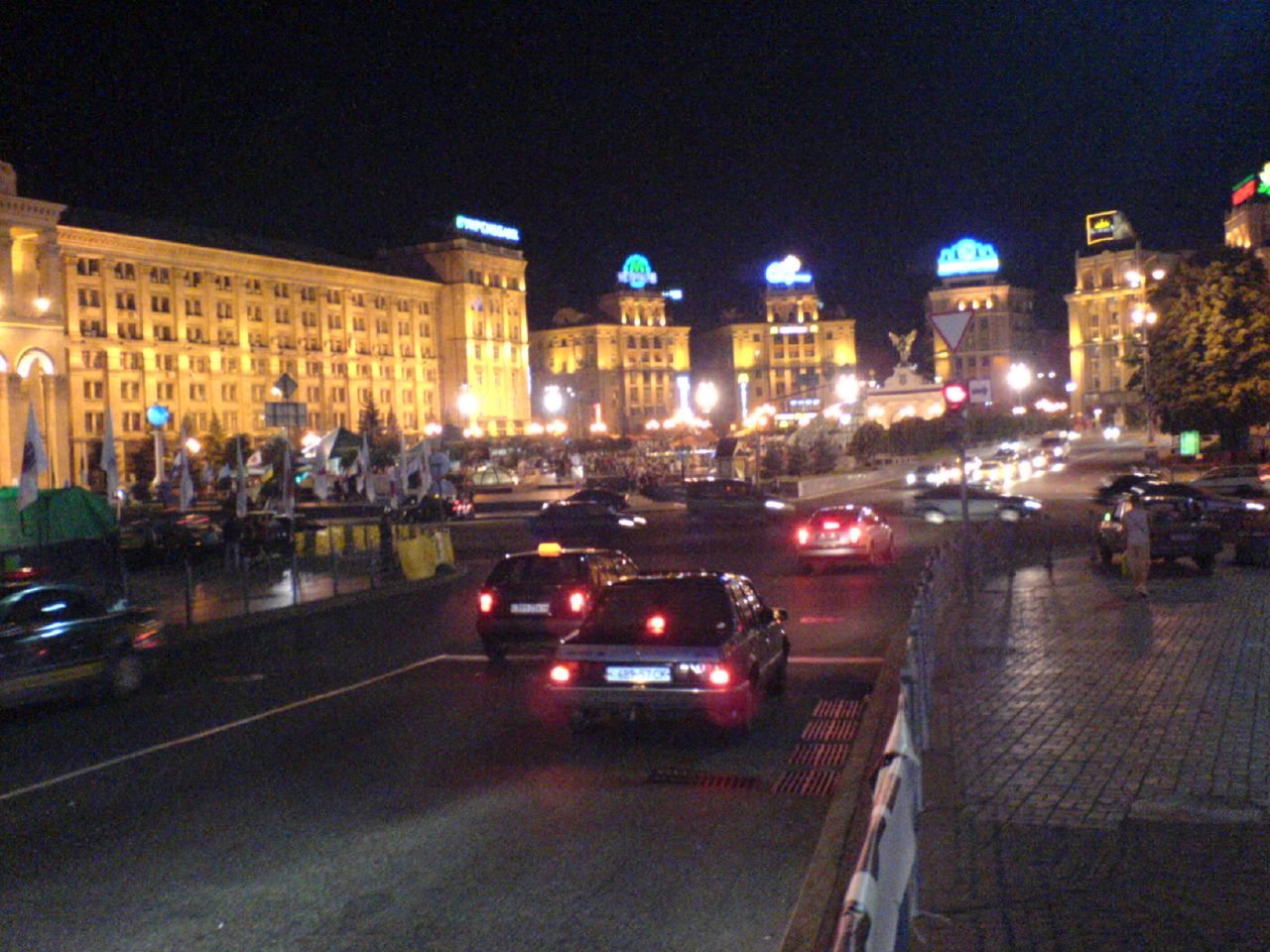
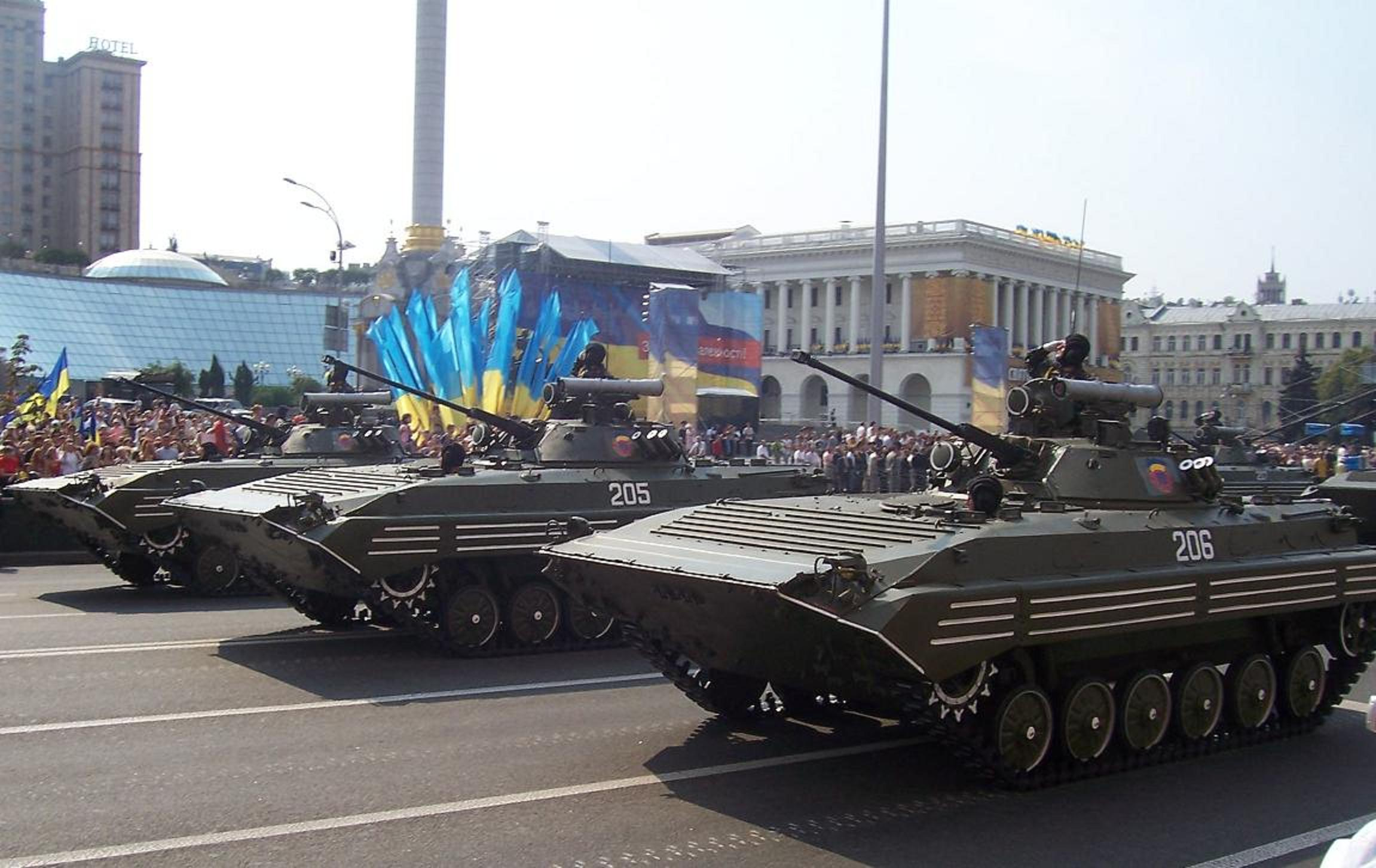
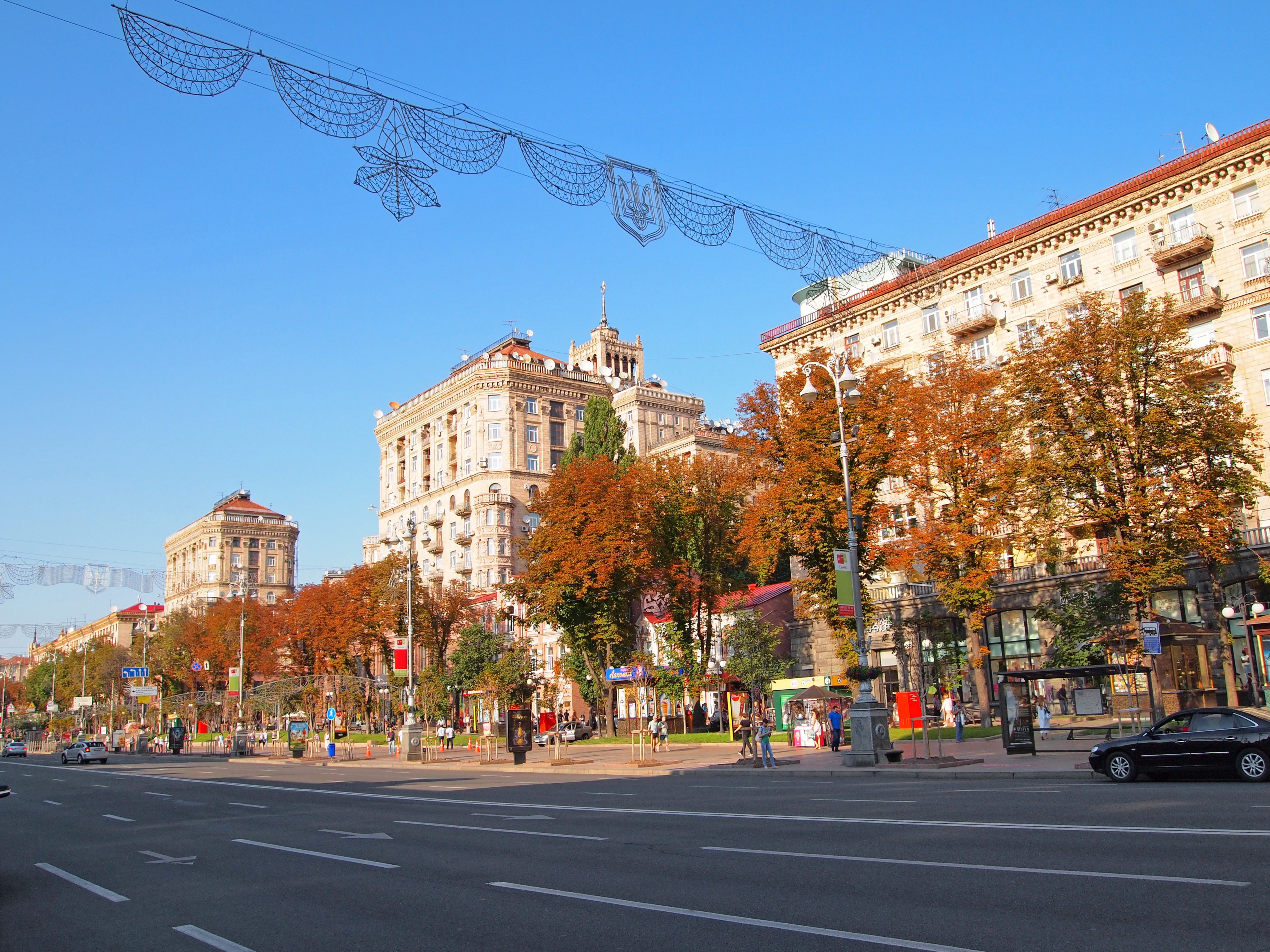
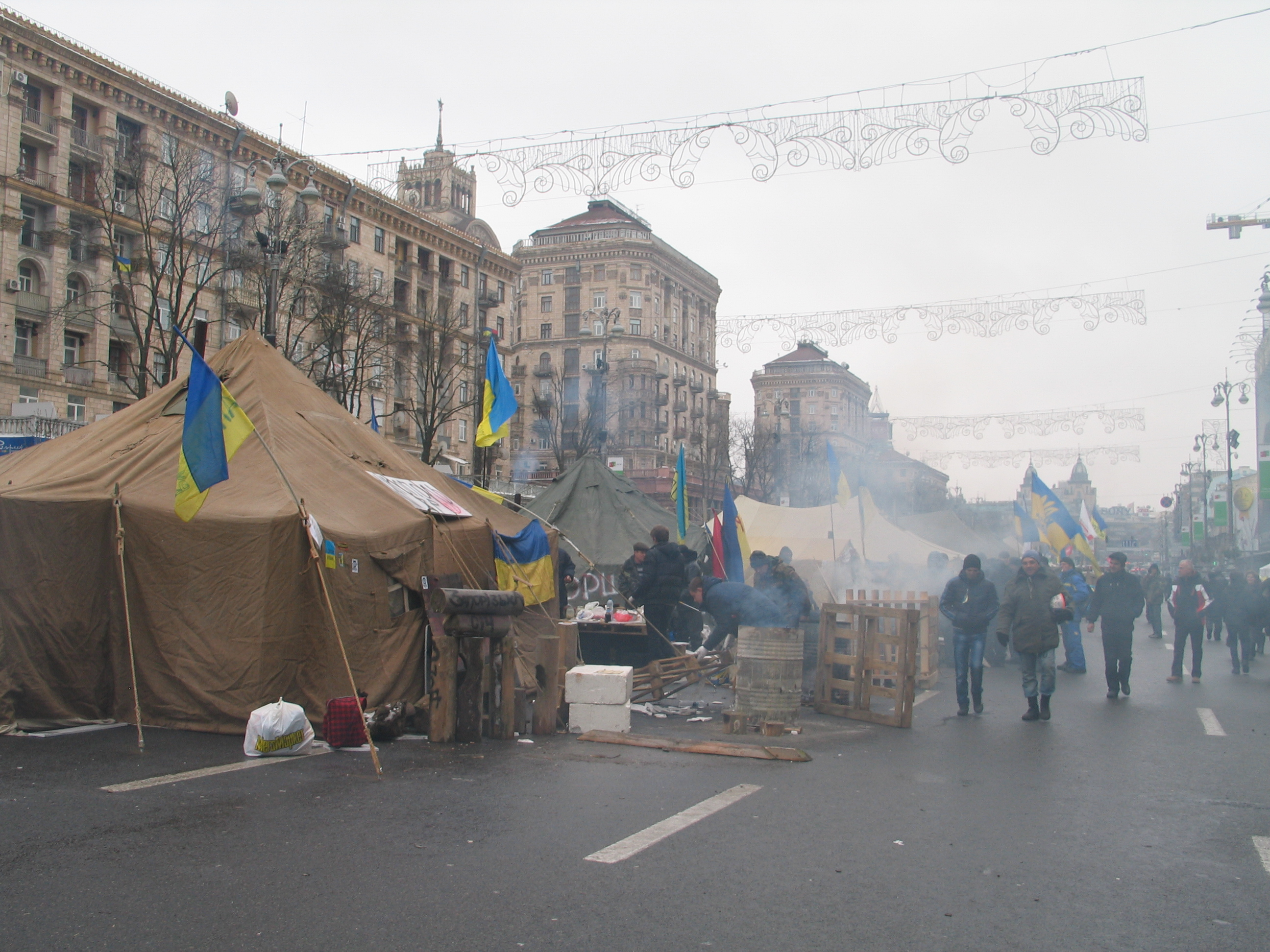
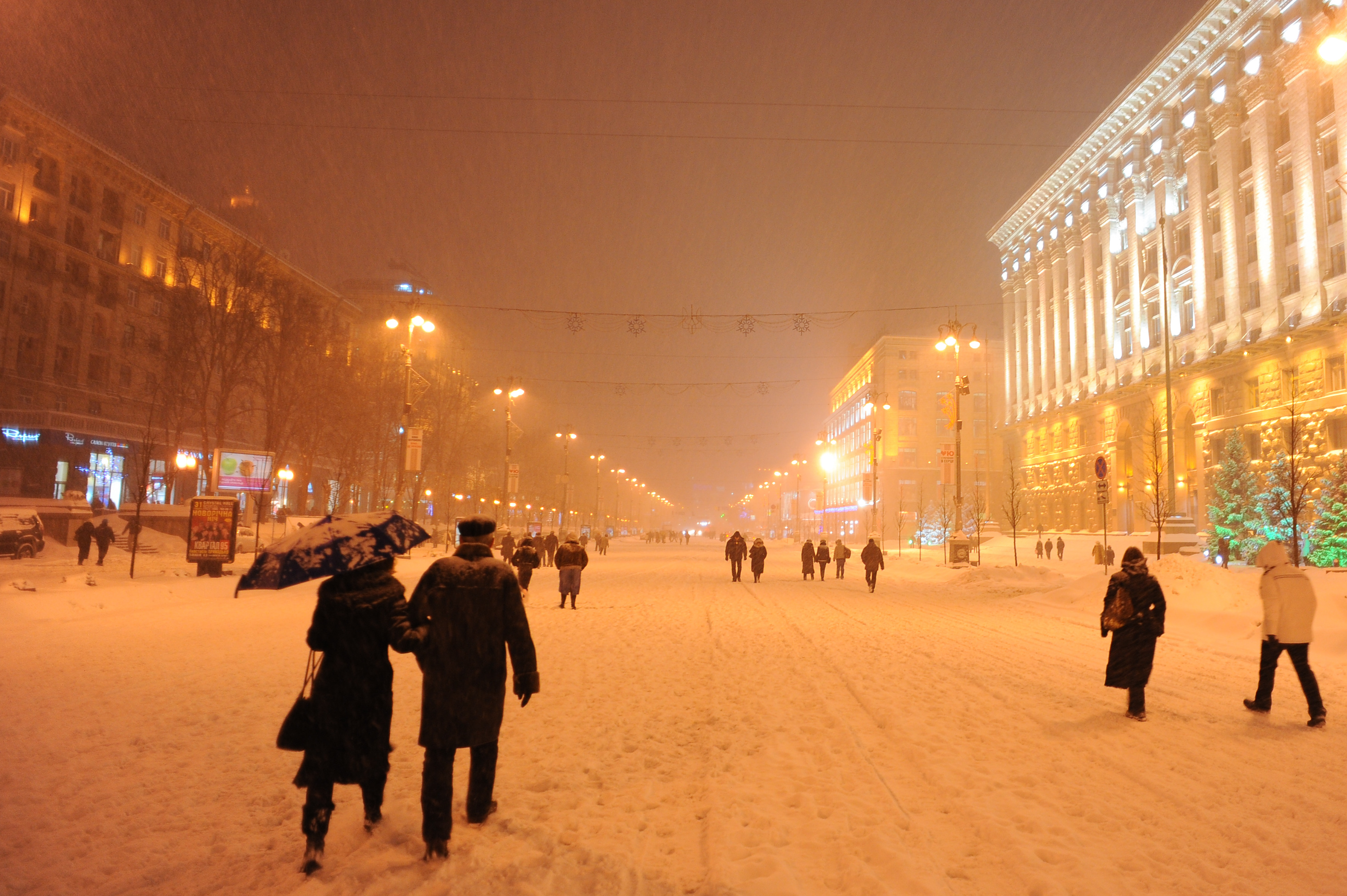